# Thinkin'
Thinkin' è il secondo album dei Banchee, pubblicato nel 1971.
Non molto tempo dopo la pubblicazione di questo album la band si sciolse.

## Tracce
- John Doe
- Willya
- 3/4 Song
- Thinkin'
- Searcher's Life
- Iceberg
- Children of the Universe
- "38"